# Gjallarhorn (Mythologie)

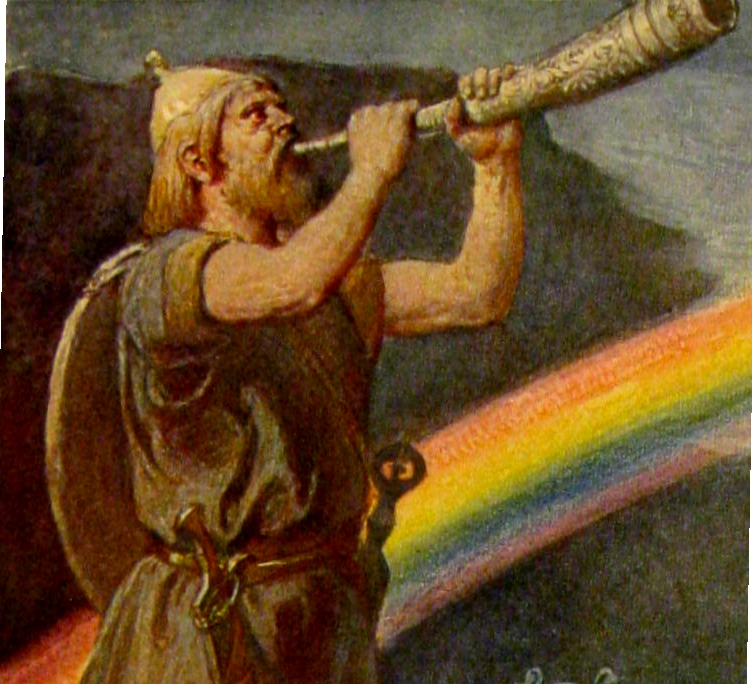
Heimdall mit Gjallarhorn und Bifröst. Gemälde von Emil Doepler (1855–1922), veröffentlicht 1905

Gjallarhorn (altnord. „laut tönendes Horn“) ist das Horn des Gottes Heimdall in der germanischen Mythologie, beziehungsweise in den mythologischen Schriften der altwestnordischen Edda.
Die Darstellung des Gjallarhorn in der Funktion und Nutzung schwankt bei Snorri Sturluson (Gylfaginning) zwischen dem Signalhorn, das die Götter Asgards ruft (Gylf. 26; 50) und dem Gebrauch als Trinkhorn (Gylf. 14). In der Grímnismál (Strophe 13) wird ebenfalls die Nutzung als Trinkhorn beschrieben. Rudolf Simek vergleicht die Darstellung als eine aus der germanischen Alltagskultur entnommenen Plot, den er zur Funktion des Olifanten, dem Horn des Sagenhelden Roland im Rolandslied stellt.